# Oost-Thürings voetbalkampioenschap
Het Oost-Thürings voetbalkampioenschap (Duits: Gauliga Ostthüringen) was een van de regionale voetbalcompetities van de Midden-Duitse voetbalbond, die bestond van 1909 tot 1933. De kampioen plaatste zich telkens voor de Midden-Duitse eindronde en maakte zo ook kans op de nationale eindronde. Carl Zeiss Jena, dat na de Eerste Wereldoorlog de naam wijzigde in SV Jena domineerde de competitie.
Er was al van 1905 een competitie in Thüringen, die eerst als tweede klasse en vanaf 1907 als eerste klasse fungeerde. Deze werd in 1909 gesplitst in een Noord- en Oost-Thüringse competitie. 
In 1918 werd de competitie geherstructureerd. De competities van Noord-, Oost-, Zuid- en West-Thüringen en die van Wartburg werden verenigd in de Thüringenliga. In 1919 voerde de Midden-Duitse bond in al zijn competities een herschikking door die Thüringen al een jaar eerder gedaan had. De competitie kreeg wel de nieuwe naam Kreisliga Thüringen. In 1923 besliste de bond om de Kreisliga af te voeren en de vooroorlogse competities in ere te herstellen, allen onder de naam Gauliga. 
In 1933 kwam de Nationaalsocialistische Duitse Arbeiderspartij aan de macht en werden de overkoepelende voetbalbonden en hun talloze onderverdelingen opgeheven om plaats te maken voor de nieuwe Gauliga. Enkel kampioen 1. Jenaer SV 03 plaatste zich voor de Gauliga Mitte. Twee clubs plaatsten zich voor de Bezirksklasse Thüringen, die nu de tweede klasse werd. De overige clubs bleven in de competitie, die nu, onder de naam Kreisklasse Ostthüringen, de derde klasse werd. 

## Erelijst
- 1910 Carl Zeiss Jena
- 1911 Carl Zeiss Jena
- 1912 Carl Zeiss Jena
- 1913 Carl Zeiss Jena
- 1914 SC Weimar
- 1916 SC Weimar
- 1917 SV Jena
- 1918 SV Jena
- 1924 SV Jena
- 1925 SV Jena
- 1926 SV Jena
- 1927 SV Jena
- 1928 SC Apolda
- 1929 SC Apolda
- 1930 SC Apolda
- 1931 SV Jena
- 1932 SC Apolda
- 1933 SV Jena

### Seizoenen eerste klasse
Hieronder overzicht seizoenen van de Oost-Thüringse competitie (1909-1914, 1916-1918, 1923-1933). De seizoenen van de clubs die in de 1. Klasse Thüringen (1907-1909) speelden en later in de Oost-Thüringse competitie zijn hierbij geteld. De seizoenen van de Oost-Thüringse competitie als tweede klasse zijn hier niet bijgeteld, wel de vijf seizoenen van de Thüringenliga en Kreisliga (1918-1923). Clubs uit Naumburg verhuisden na 1912 naar de competitie van Saale-Elster en die van Gera naar de competitie van Osterland. 
| Club                      | /24 | Periode (1907-1914, 1916-1933)  |
| ------------------------- | --- | ------------------------------- |
| 1. Jenaer SV 03           | 24  | 1907-1914, 1916-1933            |
| SC 1903 Weimar            | 21  | 1907-1914, 1916-1919, 1922-1933 |
| BC 1903 Vimaria Weimar    | 18  | 1908-1914, 1920-1931, 1932-1933 |
| VfL 06 Saalfeld           | 12  | 1908-1909, 1916-1918, 1924-1933 |
| VfB 1910 Apolda           | 11  | 1922-1933                       |
| SC Apolda                 | 10  | 1923-1933                       |
| VfB Rudolstadt            | 10  | 1923-1933                       |
| SV 1910 Kahla             | 9   | 1923-1924, 1925-1933            |
| SpVgg Jena                | 8   | 1922-1930                       |
| SC 1904 Gera              | 6   | 1909-1914, 1916-1917            |
| VfB 1911 Jena             | 6   | 1911-1914, 1930-1933            |
| VfL/MSV Richthofen Weimar | 6   | 1926-1927, 1928-1933            |
| SC Jena 1908              | 3   | 1911-1914                       |
| Sp. Abt. Des TV Weimar    | 2   | 1910-1912                       |
| VfB Oberweimar            | 1   | 1931-1932                       |
| Sportfreunde Apolda       | 1   | 1927-1928                       |
| SpV Hohenzollern Naumburg | 1   | 1911-1912                       |
| FC Concordia 1910 Gera    | 1   | 1922-1923                       |

1909/10 · 1910/11 · 1911/12 · 1912/13 · 1913/14 · 1914/15 · 1915/16 · 1916/17 · 1917/18 · 1923/24 · 1924/25 · 1925/26 · 1926/27 · 1927/28 · 1928/29 · 1929/30 · 1930/31 · 1931/32 · 1932/33